# Ligue de Mongolie-intérieure
La ligue (chinois : 盟 ; pinyin : méng ; mongol : ᠠᠶᠢᠮᠠᠭ, VPMC : ayimaγ, cyrillique : аймаг, MNS : aimag）également nommé aimake (zh) (艾马克 / 艾馬克, àimǎkè), transcription phonétique du terme mongol, est une division administrative du niveau préfectoral en Région autonome de Mongolie-intérieure, en République populaire de Chine. Créées par les Mandchous de la dynastie Qing en 1649, avec le régime des ligues et bannières pour organiser les régions mongoles des territoires devenus les actuelles Mongolie, Mongolie-intérieure et République de Touva, elles ont été modifiées à partir de leur chute en octobre 1911. Parmi les treize anciennes ligues restées sur le territoire de la Chine, entre 1911 et 2003, neuf ont été transformées en ville-préfecture, une a été divisée en plusieurs provinces et trois en ont conservé le statut, toutes situées en Mongolie-Intérieure : la ligue d'Alxa, la ligue de Xilin Gol et la ligue de Xing'an.

## Liste des ligues
| Chinois Han pinyin                        | mongol               | Lien                               | Centre administratif            | Note |
| ----------------------------------------- | -------------------- | ---------------------------------- | ------------------------------- | --- |
| 兴安盟 Xīng'ān                            | ᠬᠢᠩᠭᠠᠨ               | Ligue de Xing'an                   | Ulan Hot                        | fondé en 1954 |
| 锡林郭勒盟 Xīlínguōlè                     | ᠰᠢᠯᠢ ᠶᠢᠨ ᠭᠣᠤᠯ        | Ligue de Xilin Gol                 | Xilinhot                        | Fondé en 1954 |
| 阿拉善盟 Ālāshàn                          | ᠠᠯᠠᠱᠠᠨ               | Ligue d'Alxa                       | Bannière gauche d'Alxa          | |
| 巴彦淖尔盟 Bāyànnào'ěr                    | ᠪᠠᠶ᠋ᠠᠨᠨᠠᠭᠤᠷ           | Ligue de Baayannuur                | District de Linhe               | Devenu le 1er décembre 2003 la ville-préfecture de Bayannuur |
| 哲里木盟 Zhélǐmù                          | ᠵᠢᠷᠢᠮ                | Ligue de Zhelimu (zh)              | District de Horqin              | devenu le 13 janvier 1999 la ville-préfecture de Tongliao |
| 昭乌达盟 Zhāowūdá                         | ᠵᠤᠤ ᠤᠳᠠ              | Ligue de Zahowuda (zh)             | District de Hongshan            | Devenu le 10 octobre 1983, la ville-préfecture de Chifeng |
| 乌兰察布市 Wūlánchábù                     | ᠤᠯᠠᠭᠠᠨᠴᠠᠪ            | Ligue de Ulaan Chab                | District de Jining              | Devenu le 1er décembre 2003 la ville-préfecture d'Ulaan Chab |
| 伊克昭盟 Yīkèzhāo                         | ᠶᠡᠺᠡ ᠵᠣᠤ             | Ligue de Yikezhao (zh)             | District de Dongsheng           | Devenu le 26 février 2001 la ville-préfecture d'Ordos |
| 呼伦贝尔盟 Hūlúnbèi'ěr                    | ᠬᠥᠯᠦᠨᠪᠤᠶᠢᠷ           | Ligue de Hulunbuir                 | District de Hailar              | Devenu le 10 octobre 2001 la ville-préfecture de Hulunbuir |
| 卓索图盟 Zhuósuǒtú                        | ᠵᠣᠰᠤᠲᠤ ᠶᠢᠨ           | Ligue de Josutu                    | District de Shuangta à Chaoyang | Elle a été divisée le 10 octobre 1911 pour être aujourd'hui dans les villes-préfectures de Fuxin et Chaoyang dans le Liaoning, la ville-préfecture de Chifeng en Mongolie-Intérieure |
| 察哈尔盟 Cháhā'ěr                         | ᠴᠠᠬᠠᠷ                | Ligue de Cháhā'ěr (zh)             | Bannière de Taibus              | Annulée en 1958, fusionnée avec la Ligue de Xilin Gol et celle d'Ulaan Chab |
| 纳文慕仁盟 Nàwénmùrén                     | ᠨᠤᠨ ᠮᠥᠷᠡᠨ            | Ligue de Nawenmuren (zh)           | ville-district de Zhalantun     | fusionné le 11 avril 1949 avec Hulunbuir, fondation de la ligue Hulunbuir-Nawenmuren                                                                                                 |
| 呼伦贝尔纳文慕仁盟 Hūlúnbèi'ěr Nàwénmùrén | ᠬᠥᠯᠦᠨᠪᠤᠶᠢᠷ ᠨᠤᠨ ᠮᠥᠷᠡᠨ | Ligue de Hulunbuir-Nawenmuren (zh) | district de Hailar              | Crée le 11 avril 1949, par la fusion de la ligue de Hulunbuir et de Nawenmuren (zh).                                                                                                 |

## Histoire

### Ère Qing
Les ligues de Mongolie intérieure furent établies peu après le début du règne de la Dynastie Qing, dans ce qui est appelé, le régime des ligues et bannières, institué en 1649 en ce qui concerne les bannières. À la fin du règne de l'empereur Qing Daoguang, il y avait six ligues en Mongolie-Intérieure, quatre en Mongolie extérieure, dont trois à Khovd (parfois translittéré Kobdo, aujourd'hui en Mongolie, 科布多), deux dans les régions mongoles de la province du Qinghai, cinq dans les régions mongoles de la région du Xinjiang, ainsi qu'une nommée Josutu, qui correspondait a une partie du territoire de l'ancienne Dynastie Jin (1115-1234), comprenant ce qui correspond aujourd'hui à l'ouest de la province du Liaoning, au Nord de la province du Hebei, ainsi qu'à la ville-préfecture de Chifeng, dans la région autonome de Mongolie-Intérieure.

### République de Chine
La chute de la dynastie Qing, commence dans l'actuelle Wuhan, province du Hubei, au centre de la Chine, en octobre 1911 avec le Soulèvement de Wuchang. La région y déclare son indépendance de l'Empire, différentes autres provinces suivent répdiement, dont la Mongolie-Extérieure qui comporte aujourd'hui 21 ligues
Dès le 10 octobre, la ligue de Josutu est la première démantelée.